# Овчаренко, Борис Григорьевич
Борис Григорьевич Овчаренко (1911 — 1983) — советский учёный, инженер-химик. Лауреат Сталинской премии (1947).

## Биография
Окончил Харьковский политехнический институт (1937). Работал на Горловском азотно-туковом заводе и главным инженером Днепразота.
В 1941 году, после начала войны, вместе с заводом эвакуировался в Кемерово. Там на азотно-туковом заводе (КАТЗ) работал заместителем начальника цеха, начальником технического отдела, заместителем главного инженера. Участвовал в разработке и внедрении в промышленность нового эффективного способа тонкой очистки воздуха от ацетилена, обеспечивающего взрывобезопасность.
С 1950 года — главный инженер Днепразота. В последующем — начальник управления технологии азота и коксохимии в Государственном комитете при Совете Министров СССР; начальник управления азотной промышленности Госхимкомитета при Госплане СССР (Союзазот); заместитель директора (до 1973 и с 1978) и директор (1973-1978) Государственного научно-исследовательского и проектного института азотной промышленности и продуктов органического синтеза (ГИАП).
Кандидат технических наук (1968), диссертация «Разработка метода восстановления железного катализатора синтеза аммиака вне промышленных колонн синтеза».
Лауреат Сталинской премии 3-й степени (1947) — за разработку и внедрение в промышленность нового способа очистки воздуха от ацетилена, обеспечившего взрывобезопасность воздухоразделительных аппаратов в кислородной промышленности. Заслуженный химик РСФСР.
Лауреат Государственной премии Украинской ССР в области науки и техники (1979) — за научно-техническую разработку и внедрение метода внеколонного восстановления катализатора синтеза аммиака.

## Научная деятельность

### Научные труды
- Синтез аммиака, М., 1982; Жаворонков Н. М., Овчаренко Б. Г., Охотский С. М., в кн.: Развитие химической промышленности в СССР, т. 2, М., 1984, с. 7-37.
- Развитие химической промышленности в СССР, 1917—1980 : В 2-х т. / Под общ. ред. Л. а. Костандова, Н. М. Жаворонкова Т. 2. Развитие отдельных отраслей химической промышленности / Н. М. Жаворонков, Б. Г. Овчаренко, С. М. Охотский и др. 1984. Москва.